# Front large (Uruguay)
Pour les articles homonymes, voir Front large.
Le Front large (Frente Amplio en espagnol, FA) est un mouvement politique uruguayen fondé le 5 février 1971,, rassemblant le Parti démocrate chrétien, le Parti communiste d'Uruguay, le Parti socialiste d'Uruguay et le Mouvement révolutionnaire oriental (MRO), ainsi que des dissidents des Partis blanco et colorado. Il fut rapidement rejoint par le Mouvement du 26 Mars, fondé par les Tupamaros.
Il est aujourd'hui membre de la COPPPAL. Le Mouvement de participation populaire (MPP), fondé par d'ex-dirigeants tupamaros, en est devenu en 2004 la première force politique. Après le succès massif de 2004, qui mena Tabaré Vázquez à la présidence, le Front large a de nouveau remporté la majorité absolue au Congrès en 2009 et en 2014.

## Fondation
Les négociations pour le Front large ont eu lieu en 1970, en vue des élections générales de novembre 1971. Elles visaient à rassembler autour d'un pôle de gauche élargi, à partir de l'expérience de l'Union populaire créée pour les élections de 1962. Finalement, le Front large, ayant comme candidat à la présidence le général Líber Seregni, accompagné du colistier Juan José Crottogini (es), arriva troisième aux élections de novembre 1971, obtenant 18,3 % de voix au cours d'élections entachées d'irrégularités, et remportées par le Parti colorado. La campagne fut marquée par les attentats des escadrons de la mort, dépendant du Ministère de l'Intérieur, et par la fraude électorale organisée par la dictature brésilienne avec l'appui du président des États-Unis, Richard Nixon. Le FA avait alors un programme similaire à celui de l'Unité populaire chilienne, qui mena Salvador Allende à la présidence.
L'Union populaire avait été fondée par l'ex-ministre herreriste Enrique Erro, qui s'était opposé à la politique économique (notamment aux accords avec le FMI) du Conseil national du gouvernement auquel il avait brièvement appartenu. L'Union populaire intégrait ainsi la liste d'Erro, qui avait quitté le Parti national (blanco), ainsi que le Parti socialiste d'Uruguay et quelques indépendants. Mais aux élections générales de 1962 (es), l'Union populaire n'avait obtenu que 2,31 % des voix, tandis que le Front de gauche de libération (FIDEL : Frente Izquierda de Liberación), mené par le Parti communiste d'Uruguay, avait légèrement progressé, en obtenant 3,49 % des voix. De manière générale, la situation politique restait bloquée entre les deux partis traditionnels, le Parti blanco et le Parti colorado.
Le Front large fut donc un essai de poursuivre cette alliance à gauche, à un moment où le Mouvement de libération national - Tupamaros (MLN-T) avait émergé comme force politique importante, bien que plusieurs de ses leaders (dont Raúl Sendic et Eleuterio Fernández Huidobro) soient en prison. Outre le Parti socialiste d'Uruguay, le parti Patria grande d'Enrique Erro, et le Parti démocrate chrétien, le Front large intégrait ainsi aussi bien des dissidents des partis blanco (E. Erro, mais aussi le Movimiento Popular Frenteamplista de Francisco Rodríguez Camusso (es)) et colorado (Movimiento Pregón d'Alba Roballo, Por el Gobierno del Pueblo de Zelmar Michelini et Hugo Batalla) que le Parti communiste d'Uruguay, le Mouvement révolutionnaire oriental (MRO), le Parti ouvrier révolutionnaire (trotskyste) et d'autres groupes radicaux. Enfin, plusieurs personnalités indépendantes l'avaient rejoint, dont le général Víctor Licandro, qui joua un rôle important dans la formation du Front, et surtout le général Líber Seregni (de tendance battliste (es)) qui avait démissionné de ses fonctions pour protester contre la politique répressive du gouvernement de Jorge Pacheco Areco, et qui finit par devenir le candidat présidentiel du Front.
Dès le 23 décembre 1970, le MLN-T rendit public son « appui critique » à la constitution du Front large, demeurant tout de même sceptique quant aux possibilités d'acquérir le pouvoir via la voie électorale et légaliste. Le 26 mars 1971, le Front large fut ainsi officiellement lancé, dans le plus grand rassemblement politique de l'histoire de l'Uruguay (100 000 personnes).

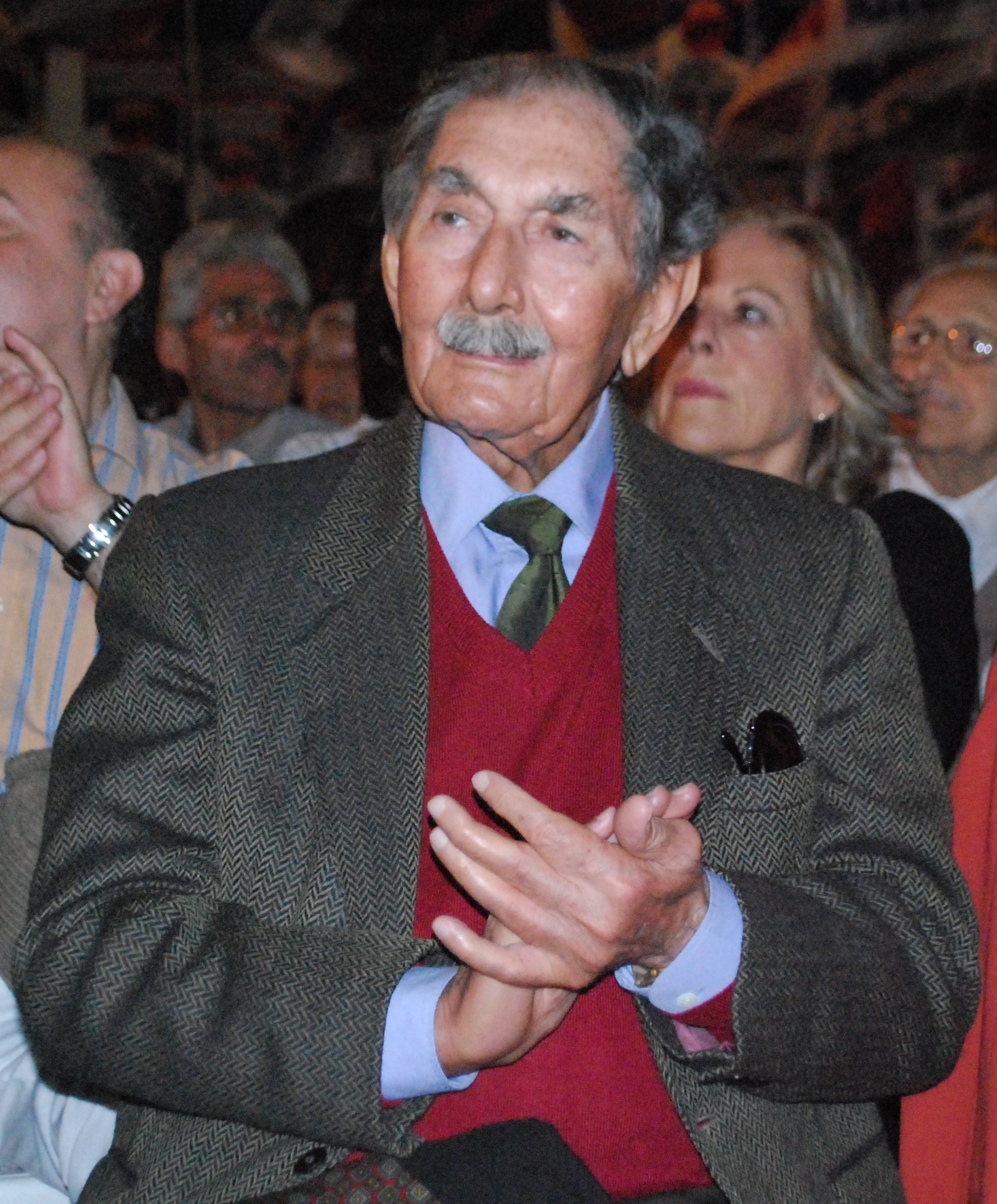
Le général Víctor Licandro en 2009, à une manifestation du Front large.

Quelques jours plus tard, le 8 avril 1971, les Tupamaros lançaient à leur tour formellement le Mouvement des indépendants du 26 mars (M26), qui fut intégré le 18 mai 1971 au Front large. Toutefois, à la différence des autres partis membres du Front large, le Mouvement du 26 mars ne présentait pas de candidats indépendants, mais se contentait de soutenir les candidats du Front. Le Front large allant des démocrates-chrétiens aux communistes, ses dirigeants considéraient qu'il y aurait contradiction à ne pas inclure le M26, en dépit de ses liens avec la guérilla des Tupamaros, sans compter que certains, dont Zelmar Michelini, Enrique Erro, Héctor Rodríguez Castro, ou le candidat présidentiel lui-même, Líber Seregni, espéraient par là engager le MLN vers une voie légaliste.
Après le coup d'État militaire de juin 1973, le Front large fut interdit et la plupart de ses membres arrêtés ou exilés, son leader, Líber Seregni, étant incarcéré, avec le général Víctor Licandro et une dizaine d'autres militaires, jusqu'au début des années 1980. Michelini et Héctor Gutiérrez Ruiz furent assassinés en mai 1976 à Buenos Aires, dans le cadre de l'opération Condor, tandis que le Parti communiste d'Uruguay et le MRO faisaient l'objet d'une répression féroce tout au long de la dictature militaire (1973-1985).

## Le Front large des années 1980 à la «refondation»

### Les élections de 1982 et 1984
Aux élections de 1982, organisées par les militaires toujours au pouvoir, le Front large ne put participer, la plupart de ses dirigeants étant toujours proscrits par la dictature. Il ne put se présenter qu'aux premières élections démocratiques, en 1984, obtenant 22,1 % des voix. Son dirigeant, Líber Seregni, bien que libéré, était toutefois toujours proscrit par les militaires. Le Front présenta donc comme candidat à la présidence Juan José Crottogini (es), qui avait été le colistier de Serigni en 1971, et à la vice-présidence José D'Elia (es).
Il présenta alors trois listes coalisées:
- la Liste 99, Por el Gobierno del Pueblo (« Pour le gouvernement du peuple »), dirigée par Hugo Batalla, qui fit élire trois sénateurs;
- le Parti socialiste d'Uruguay, liste 90, dirigée par José Pedro Cardoso, qui n'obtint qu'un seul élu;
- Democracia Avanzada, la liste 10 001, menée par José Germán Araújo, qui se substituait à la liste 1 001, interdite, du Parti communiste d'Uruguay, et qui obtint deux sièges;
- l'IDI (Izquierda Democrática Independiente ou « Gauche démocratique indépendante »), coalition menée par Alba Roballo;
- et la liste 808 du Parti démocrate chrétien, dirigée par Juan Young.

### Les élections de 1989
En 1989, Líber Seregni devint à nouveau le candidat du Front large à la présidence, avec comme colistier l'économiste Danilo Astori (PS). La liste 99 d'Hugo Batalla et le Parti démocrate chrétien quittaient alors le Front large pour s'allier au sein du Nouvel espace (centriste).
Le Front large obtint 23 % des voix lors de ces élections. Toutefois, aux élections départementales de 1989, le candidat frontiste Tabaré Vázquez fut élu maire de Montevideo, ce qui lui permit d'obtenir la direction du Front et d'en devenir le candidat présidentiel pour les prochaines élections.
Le Front présenta alors les listes électorales suivantes, avec à chaque fois Danilo Astori en tête de liste pour les élections sénatoriales:
- la liste  du Parti socialiste d'Uruguay, dirigée par Astori et Reinaldo Gargano
- la liste 1 001, Democracia Avanzada, menée par Astori et José Germán Araújo;
- la liste 77, Vertiente Artiguista, menée par Astori et Mariano Arana;
- la liste 205, ou Mouvement du 20 mai, dirigée par Astori et Alberto Pérez Pérez;
- la liste 609 du Mouvement de participation populaire (MPP, auquel participait le Mouvement de libération national - Tupamaros et d'autres groupes radicaux de gauche, dont le Mouvement révolutionnaire oriental ou le Parti pour la victoire du peuple de Hugo Cores);
- la liste 326 du Mouvement du 26 Mars (fondée en 1971 par les Tupamaros, celui-ci s'était éloigné de la direction tupamara lors de la dictature puis des années 1980), menée par Astori et Fernando Vázquez.

### Les élections de 1994
Aux élections d'octobre 1994, le Front large, qui rassemblait autour de la coalition Encuentro Progresista-Frente Amplio (Convergence Progressiste - Front large, EP-FA) aussi bien des partis de centre-gauche que le Mouvement de participation populaire (MPP) formé, entre autres, d'ex-Tupamaros, n'obtint que 30 000 voix de moins que le Parti colorado, vainqueur avec Julio María Sanguinetti (631 025 voix, ou 31,4 %, contre 603 188 voix, ou 30 %, pour Tabaré Vázquez, qui arrive cependant après Alberto Volonte du Parti blanco). Plusieurs membres du Front accusèrent les manifestations du 24 août 1994 devant l'hôpital Filtro d'avoir causé cette courte défaite.
La coalition progressiste présenta les listes suivantes :
- la liste 2 121, Assemblée Uruguay, menée par Danilo Astori, qui obtint quatre sièges;
- l'Espace 90 du Parti socialiste d'Uruguay allié avec d'autres groupes mineurs, dirigée par Reinaldo Gargano, qui obtint deux sièges;
- la liste 77, Vertiente Artiguista, menée par Alberto Couriel (1 élu);
- la liste 1 001, Democracia Avanzada, menée par Marina Arismendi, secrétaire général du Parti communiste d'Uruguay (1 élue);
- la liste 609 du Mouvement de participation populaire, menée par l'indépendant Helios Sarthou (1 élu)
- la liste 78, menée par Rodolfo Nin Novoa;
- la liste 205, Mouvement du 20 mai, dirigée par Jorge Croce;
- la liste 343 du Parti pour la victoire du peuple (PVP), qui avait quitté précédemment le Mouvement de participation populaire, dirigée par Hugo Cores, qui fut élu;
- la liste 800, Baluarte Progresista, menée par Carlos Hernández;
- la liste 808, Parti démocrate chrétien, menée par Héctor Lescano;
- la liste 824, Izquierda Frenteamplista Independiente, menée par Juan Berdun;
- et Confluencia Frenteamplista (listes 306, 411, 700 et 2101) menée par Marcos Carámbula.

### La «refondation» du Front et les élections de 1999
La préparation des élections de 1999 fut d'abord marquée par la démission de la présidence du Front, en septembre 1997, de Tabaré Vázquez (PS), provoquée en raison des dissensions internes et, particulièrement, d'une « fronde » du président de l'Assemblée départementale de Montevideo Jorge Zabalza qui, en accord avec l'orientation votée par le Mouvement de participation populaire (MPP) duquel il était membre, s'était opposé à la privatisation d'un casino de Montevideo, souhaitée par le maire Mariano Arana (Axe artiguiste, membre du Front large) et voulue par Vázquez.
Le Front fut alors dirigé par un collectif, avant que Tabaré Vázquez n'en reprenne la présidence, ayant posé comme condition le respect des décisions prises à la majorité. Vázquez s'engagea ainsi dans un processus de « refondation du Front », incluant la modification des structures de décision au sein de celui-ci. Rodolfo Nin Novoa, ex-membre du Parti blanco qui avait rejoint le Front en 1994 en intégrant la Convergence progressiste (EP-FA), fut désigné comme vice-président du Front.
Le programme du Front large comportait l'annonce d'un plan d'urgence pour les secteurs les plus modestes (l'augmentation de 30 % des salaires les plus bas, etc.) devant être financée par l'impôt sur le revenu; d'autres mesures concernaient la baisse de 15 % de la TVA et la réglementation du secret bancaire.
À la suite de la réforme constitutionnelle qui imposait la présentation d'un candidat unique par liste électorale ainsi que la tenue d'élections primaires à cette fin, Tabaré Vázquez fut choisi par près de 80 % des membres du Front populaire contre l'économiste Danilo Astori pour devenir le candidat présidentiel du Front large. Pour la première fois, celui-ci devint lors du premier tour, en octobre 1999, la première force politique du pays, avec 38,2 % des voix et 40 % des sièges (le Parti colorado obtenant 31 % des voix, le Parti blanco 21 % et le Nouvel espace 4,3 %). À la capitale, le Front obtenait 51,9 % des voix, et remportait aussi trois départements de l'intérieur.
Il avait présenté comme listes les suivantes :
- l'Espace 90 du Parti socialiste d'Uruguay, dirigée par Reinaldo Gargano, qui obtint quatre sièges;
- la liste 2 121 (Assemblée Uruguay), menée par Danilo Astori (deux sièges);
- la liste 609 du Mouvement de participation populaire, menée par les dirigeants Tupamaros José Mujica et Eleuterio Fernández Huidobro (deux sièges);
- la liste 77 (Vertiente Artiguista) menée par Alberto Couriel (deux sièges);
- la liste 738 (Alliance progressiste) menée par Rodolfo Nin Novoa (1 siège);
- la liste 1 001 du Parti communiste d'Uruguay, allié avec d'autres groupes mineurs, dirigée par la communiste Marina Arismendi (1 siège);
- la liste 567 (Unión Frenteamplista) menée par Julio Matos;
- la liste 871 (Parti ouvrier révolutionnaire) menée par Raúl Campanella;
- la liste 2571 (Agrupación 5 de Febrero de 1971) menée par Graciela Mántaras;
- la liste 3040 (Izquierda Abierta) menée par l'ex-Tupamaro José Mujica et Leonardo Nicolini
- la liste 5271 (Courant de gauche), menée par Helios Sarthou et Jorge Zabalza, un dirigeant Tupamaro qui s'était éloigné de la direction du MLN-T en considérant qu'il s'orientait vers une voie trop centriste et électoraliste;
- la liste 9393 (Corriente de Unidad Frenteamplista) menée par Eduardo Méndez.

Cependant, lors du second tour, consacré à la présidentielle, qui eut lieu en novembre, et ce malgré l'appel à voter pour le Front large émis par les deux tiers du Nouvel espace, le maire nationaliste de Rocha, Irineu Riet Correa, et le député Jorge Machiñena, le Front large perdit les élections face à Jorge Batlle (Parti colorado), qui, soutenu par Luis Alberto Lacalle (blanco), obtint 170 000 voix de plus que Tabaré Vázquez: devant le score du Front de gauche, les deux partis traditionnels (blanco et colorado) s'étaient alliés. Battle dut former un gouvernement de coalition et, poursuivant la politique néolibérale de Sanguinetti, accepta toutefois la création d'une Commission pour la paix en 1999 qui soulignait la responsabilité de l'armée dans les violations des droits de l'homme sous la dictature.
À l'intérieur de la coalition de gauche, le Parti socialiste obtint 26,5 % des voix; l'Assemblée Uruguay de Danilo Astori 19,9 % et le Mouvement de participation populaire (MPP) 13,9 %. Le MPP (composé des Tupamaros) passait de 45 469 voix en 1994 à 139 692 voix en 1999.

## DuIVeCongrès du FA (21-23 septembre 2001) aux élections de 2009

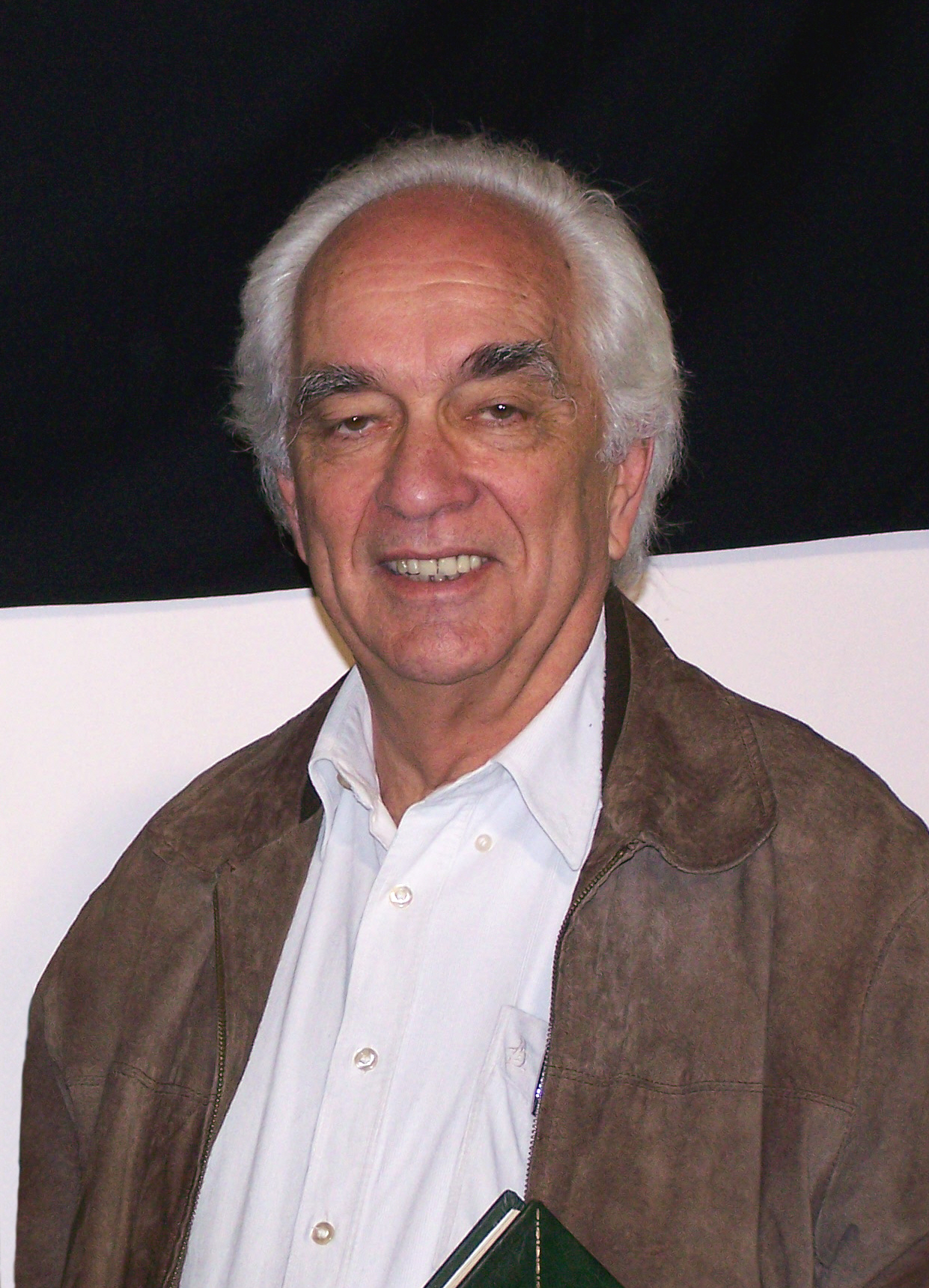
L'ingénieur Jorge Brovetto, président du Front large depuis 2005 et ministre de l'Éducation et de la Culture du gouvernement Vázquez.

À la suite de la victoire du Front au premier tour des élections de 1999, suivie d'une défaite au second tour de la présidentielle en raison de l'alliance des deux partis traditionnels, Tabaré Vázquez engagea en septembre 2000 un processus d'« actualisation idéologique » du Front, en créant des ateliers de débat auxquels furent invités des personnalités reconnues des partis blanco et colorado.
Un texte, le « Compromis pour le changement pour le nouveau siècle », fut l'aboutissement de ce processus de refondation, ratifié par le IVe Congrès du Front large entre le 20 et le 23 septembre 2001 et accepté par l'ensemble des partis du Front, à l'exception du Courant de gauche, dont la motion n'obtint que 5 % des voix lors du Congrès. Le Compromis formulait notamment l'acceptation du rôle du marché tout en constatant l'« épuisement du néolibéralisme », et donnant au gouvernement celui de « réguler ce marché », de « jouer un rôle central dans la construction d'un pays solidaire », et de « garantir l'accès à la population aux services publics basiques, en évitant qu'ils tombent aux mains de monopoles ou d'oligopoles privés ».
Malgré les critiques du néolibéralisme, appuyées par le rejet des négociations du gouvernement Batlle concernant l'ALCA (ou ZLEA, « Zone de libre-échange des Amériques ») et la revendication d'une ré-équilibration du Mercosur, fonctionnant à l'avantage des grands voisins (Brésil, Argentine, Chili), ce changement idéologique qui entérinait le rôle du marché fut rejeté la même année au congrès du PIT-CNT, l'unique confédération syndicale du pays.
Sur le plan international, le 6e point de la résolution du Congrès de septembre 2001 rejetait, à la suite des premiers bombardements en Afghanistan, le rôle de « police mondiale » que s'octroyait les États-Unis et définissait le Front comme « force anti-impérialiste ». Le Front refusa toutefois d'appeler à manifester devant l'ambassade des États-Unis, ce que fit le Courant de gauche. Enfin, le 7e point évoquait un « programme national, populaire, démocratique, anti-oligarchique et anti-impérialiste ».

### Les élections de 2004: la victoire écrasante du Front

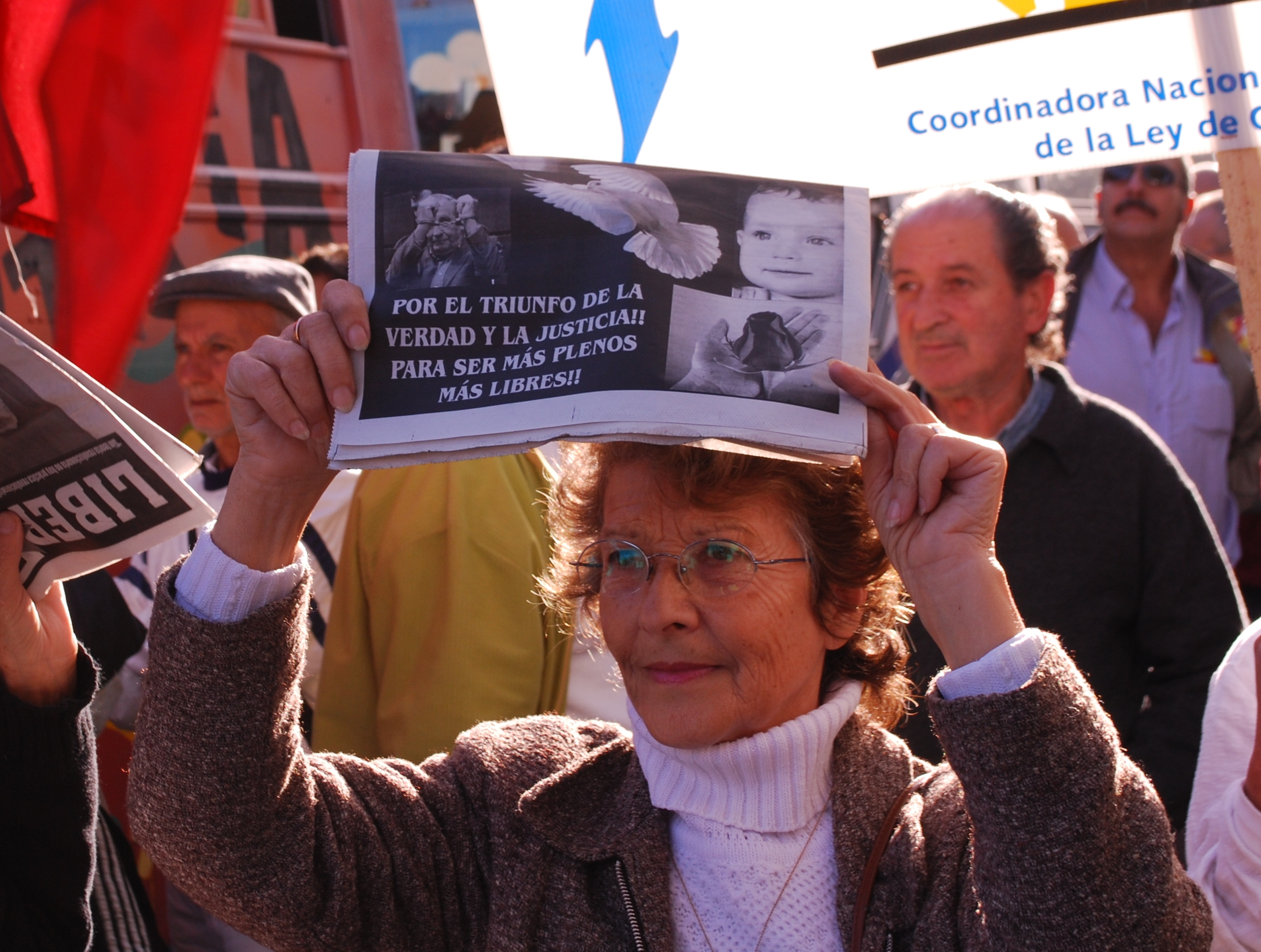
Militante contre la loi d'amnistie, dont l'abrogation fut soumise à référendum lors des élections générales de 2009.

Pour les élections de 2004, le Front large forma une nouvelle coalition avec le Nouvel espace, qui reçut le nom d'Encuentro Progresista-Frente Amplio-Nueva Mayoría. Cette large coalition allant du centre à l'extrême-gauche fut largement victorieuse : le président du Front, Tabaré Vázquez, fut alors élu, dès le premier tour, avec 50,45 % des voix, président de la République, avec son colistier Rodolfo Nin Novoa comme vice-président. La coalition de gauche remportait aussi la majorité absolue au Congrès, ce qui n'avait jamais été effectué en Uruguay depuis 1971 (59 députés sur 99 et 17 sénateurs sur 31).
En outre, le Mouvement de participation populaire (MPP) devenait la première force politique du Frente Amplio, avec 29 % des voix du Front (328 000 voix), ce qui lui permit de faire élire six sénateurs (dont José Mujica et Eleuterio Fernández Huidobro) et 19 députés (dont Nora Castro, qui devint la première femme à présider la Chambre des députés). Vázquez inclut alors dans son gouvernement deux ministres tupamaros, Mujica à l'Agriculture et Eduardo Bonomi au Travail et à la Sécurité sociale, une communiste, Marina Asmendi (au Développement social, ministère nouvellement créé). L'économiste Danilo Astori fut désigné Ministre de l’Économie et des Finances, tandis que l'avocate socialiste de 75 ans, Azucena Berruti, reconnue pour son rôle dans la défense des droits de l'homme, notamment au sein du SERPAJ (Service de paix et de justice), fut nommée Ministre de la Défense, signe fort envers les Forces armées qui conservaient un rôle important sur la scène politique.
Enfin, un référendum d'initiative populaire était présenté en même temps afin de modifier l'art. 47 de la Constitution et d'ajouter le droit à l'eau potable comme « droit humain fondamental ». Cette proposition fut approuvée par 64,6 % des votants, et conduit à l'arrêt des privatisations de l'eau imposées par le FMI et dont Suez, Lyonnaise des eaux et Aguas de Bilbao avaient profité.

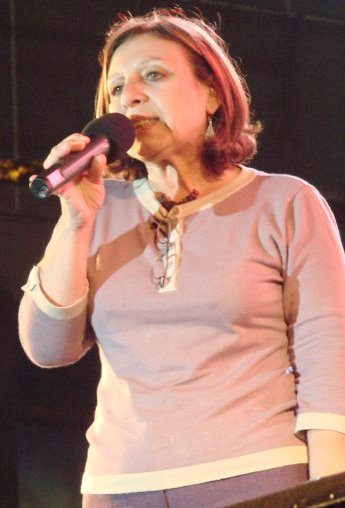
Ana Olivera, maire de Montevideo élue en mai 2010 en tant que candidate unique du Front large. Membre du Parti communiste d'Uruguay, elle succède au socialiste Ricardo Ehrlich. Olivera militait dans sa jeunesse avec les Tupamaros avant de s'exiler sous la dictature.

Avec l'accession au pouvoir du Front large, les groupes membres de la Convergence progressiste (Encuentro Progresista) ainsi que du Nouvel espace décidèrent de s'intégrer pleinement au Front, ce qui fut accepté par la coalition le 19 novembre 2005. En revanche, après quelques années de gouvernement Vázquez, le Mouvement du 26 Mars décida de se retirer de la coalition, critiquant l'orientation centriste prise par le Front large, pour intégrer une coalition plus à gauche, l'Assemblée populaire (voir Tabaré Vázquez#Politique et gouvernement).
Enfin, en raison de l'accession à la fonction suprême de Tabaré Vázquez, il fut remplacé à la présidence du Front large par le vice-président du Front, Jorge Brovetto (ex-recteur de l'Université de la République et par ailleurs Ministre de l’Éducation de 2005 à 2008).
Les listes du Front présentées en 2004 étaient les suivantes :
- l'espace 609 du Mouvement de participation populaire (MPP), menée par le Tupamaros José Mujica (six sièges) ;
- la liste 2 121 (Assemblée Uruguay) de Danilo Astori (trois sièges) ;
- l'espace 90 du Parti socialiste d'Uruguay et alliés, menée par Reinaldo Gargano (deux sièges)
- la liste 77 (Vertiente Artiguista) menée par Mariano Arana (deux sièges) ;
- la liste 1001 (Parti communiste d'Uruguay et alliés) menée par la communiste Marina Arismendi (1 siège) ;
- la liste 99 000 (Nouvel espace) menée par Rafael Michelini (1 siège) ;
- la liste 738 (Alliance progressiste) menée par Héctor Lescano (1 siège) ;
- la liste 326 (Mouvement du 26 Mars) menée par Raúl Sendic (fils) ;
- la liste 567 (Parti pour la victoire du peuple, PVP) dirigée par Hugo Cores ;
- la liste 871 (Parti ouvrier révolutionnaire) menée par Raúl Campanella ;
- la liste 1303 (Corriente Popular) menée par Carlos Pita ;
- la liste 1813 (Liga Federal Frenteamplista) menée par Alejandro Henry ;
- la liste 1968 (Por una Democracia Socialista) menée par Alfredo Silva ;
- la liste 2010 (Movimiento del Sol Ecologista Agrario) menée par Homero Mieres ;
- la liste 5205 (Movimiento 20 de Mayo) menée par Lucas Pittaluga ;
- la liste 5271 (Courant de gauche) menée par Helios Sarthou ;
- la liste 7777 (agrupación umbandista Atabaque) menée par Julio Kronberg.

### Les élections de 2009

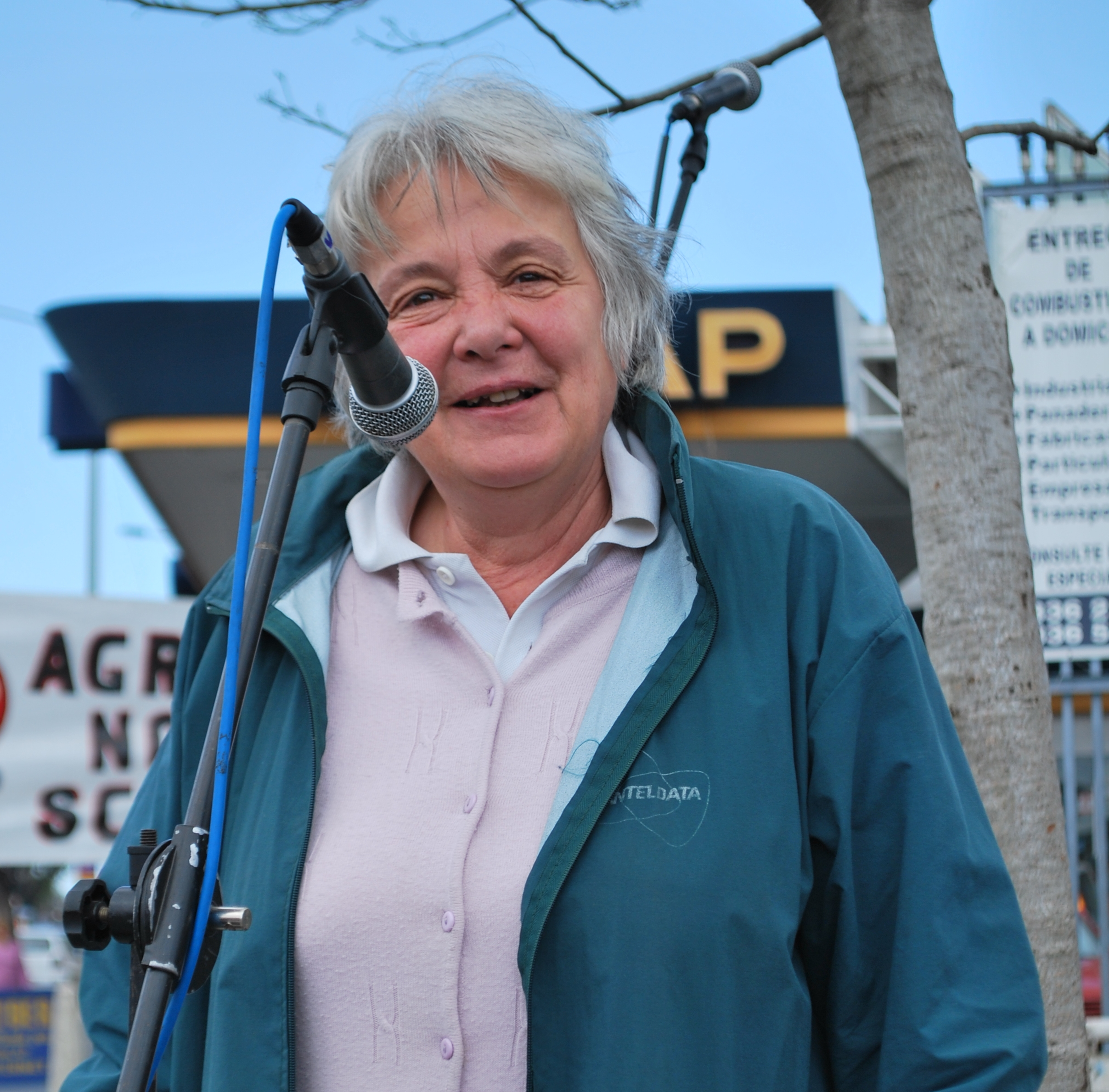
Lucía Topolansky en campagne, septembre 2009. Épouse de José Mujica, élu président, elle était tête de liste du MPP pour les sénatoriales, et a été élue à Montevideo.

Aux élections internes de 2009, et entre autres en raison de l'impossibilité constitutionnelle au président de la République d'être réélu, les adhérents du Front large durent choisir entre José Mujica (MLN-T, mais démissionna en mai 2009 pour devenir le « candidat de tous les frenteamplistas »), Danilo Astori (Assemblée Uruguay) et le maire de Canelones Marcos Carámbula, ex-membre du Parti communiste d'Uruguay qui avait quitté ce dernier en 1992 pour rejoindre la Confluencia Frenteamplista (Confa). Soutenu par le Mouvement de participation populaire (MPP), le CAP-L, le Parti communiste d'Uruguay, le Compromiso Frenteamplista, le Parti pour la victoire du peuple (PVP) et le Parti pour la sécurité sociale, Mujica devança largement ses concurrents, obtenant 52,09 % des voix, contre 39,65 % pour Astori, soutenu par la tendance centriste (outre son parti, l'Assemblée populaire, ainsi que le Parti socialiste d'Uruguay, le Nouvel espace et la majorité de l'Alliance progressiste); et 8,27 % pour Carámbula.
Deux candidats potentiels, Daniel Martínez (Parti socialiste d'Uruguay, ministre de l'Industrie de mars 2008 au 31 août 2009), et Enrique Rubio, abandonnèrent finalement la course aux primaires.
À la suite de ces primaires, le Front large présenta le 6 juin 2009 le couple José Mujica et Danilo Astori en tant que candidats, respectivement, à la présidence et à la vice-présidence. Le 25 octobre 2009, la coalition obtint une large victoire aux élections générales, avec 48 % des voix contre 29 % pour le Parti blanco (centre-droite) et 17 % pour le Parti colorado (droite libérale), tandis que le rival à la gauche du Front large, l'Assemblée populaire, n'obtenait que 0,66 % des voix. Le Front large obtint ainsi, pour la deuxième fois, la majorité absolue au Congrès (16 sénateurs sur 30 et 50 députés sur 99).
Le Front large a présenté trois sous-listes principales pour lesquels les électeurs pouvaient voter, qui sont des formes de coalitions au sein de l'alliance de gauche. Une fois de plus, le Mouvement de participation populaire (MPP, qui inclut le Mouvement de libération nationale - Tupamaros, MLN-T) s'est imposé comme la première force politique du Front large, qui a fait élire, au total, 16 sénateurs sur la liste 609. L'Espace 609 (MPP, etc.) a ainsi six sénateurs sur les 16 du Front large, et 26 députés sur les 50 du Front large, représentant à lui seul 1/5 du Sénat et 1/4 de la Chambre des représentants.
| Parti politique ou liste électorale                                                 | Nombre de sénateurs élus | Nombre de ministres dans le gouvernement Mujica |
| ----------------------------------------------------------------------------------- | ------------------------ | ----------------------------------------------- |
| Liste 609 (MPP, PVP, etc.)                                                          | 6                        | 4                                               |
| Front Líber Seregni (Assemblée Uruguay, Alliance progressiste, Nouvel espace, etc.) | 5                        | 3                                               |
| Liste 90 (Parti socialiste d'Uruguay)                                               | 2                        | 2                                               |
| Liste 7 373 (CAP-L)                                                                 | 1                        | 1                                               |
| Liste 77 (Axe artiguiste)                                                           | 1                        | 1                                               |
| Liste 1 001 (Parti communiste d'Uruguay)                                            | 1                        | 1                                               |
| Indépendant                                                                         | néant                    | 1                                               |
| Total (Front large)                                                                 | 16 (sur 30 sénateurs)    | 13                                              |

- Six sénateurs appartiennent à la liste 609 (Mouvement de participation populaire, Parti pour la victoire du peuple, etc.): Lucía Topolansky (la femme de José Mujica), Eduardo Bonomi (ministre du Travail du gouvernement Vázquez), Alberto Couriel, Ernesto Agazzi, Jorge Saravia et Constanza Moreira.
- Cinq sénateurs appartiennent aux listes 2121 – 99000 – 738 (Front Líber Seregni): Danilo Astori (avec comme suppléant Enrique Pintado, Astori ayant été élu au second tour vice-président), Rodolfo Nin Novoa, Rafael Michelini, Carlos Baráibar et Susana Dalmás.
- la liste 90, du Parti socialiste d'Uruguay, a fait élire deux sénateurs, Daniel Martínez et Mónica Xavier.
- la liste 7 373, du CAP-L, a fait élire un sénateur, l'ex-Tupamaros Eleuterio Fernández Huidobro.
- la liste 77 (Axe artiguiste, centre-gauche) a fait élire un sénateur, Eduardo Rubio Kostner.
- enfin, la liste 1 001 (Parti communiste d'Uruguay) a fait élire un sénateur, Eduardo Lorier.

Les listes proposées étaient les suivantes
- Sublema «El presidente para todos»:
  - Espace 609 (regroupé autour du Mouvement de participation populaire, avec en sus le Movimiento Claveles Rojos, Participación Masoller et le Parti pour la victoire du peuple, PVP), avec en têtes de listes Lucía Topolansky, Eduardo Bonomi, Alberto Couriel, Ernesto Agazzi, Jorge Saravia, Constanza Moreira, Víctor Vaillant, Luis Puig ;
  - Liste 1001 (Parti communiste d'Uruguay), menée par Eduardo Lorier, Oscar López Goldaracena, et Juan Castillo;
  - Cabildo 1813, menée par Darío Pérez
  - Lista 5271 (Courant de gauche), mené par Darío Estades
  - Compromiso Frenteamplista
  - Corriente de Unidad Frenteamplista d'Eduardo Mendez Camaran;
  - autre liste menée par Andrés Gedraz
- Sublema «Unidad y Pluralismo Frenteamplista»:
  - Front Líber Seregni, mené par Danilo Astori, Rodolfo Nin Novoa, Rafael Michelini, Carlos Baráibar et Susana Dalmás. Les listes qui font partie de cette coalition centriste sont la 2 121 (Assemblée Uruguay: Danilo Astori, Susana Dalmás, Carlos Baráibar), 738 (Alliance progressiste, avec Rodolfo Nin Novoa et Héctor Lescano), 99 000 (Nouvel espace de Rafael Michelini), 642 (Mouvement d'intégration alternatif), 1 642 (Uruguay Affirmatif), et 13 (Regroupement du 13 décembre, avec une liste de députés menée par l'afro-uruguayenne Alicia Esquivel[12]). Dans la province, des fusions entre ces diverses listes ont pu avoir lieu (à Canelones ou Maldonado).
  - Espacio 90 (Parti socialiste d'Uruguay), mené par Daniel Martínez, Mónica Xavier, Reinaldo Gargano, Álvaro García et Daisy Tourné
  - le Parti ouvrier-révolutionnaire, liste 871 menée par Raúl Campanella.
- Sublema «Más unidad, más compañeros»:
  - CAP-L mené par l'ex-Tupamaro Eleuterio Fernández Huidobro et Luis Rosadilla
  - Vertiente Artiguista, mené par Enrique Rubio, Juan Faroppa et Mariano Arana
  - Lista 5005 (Movimiento Canario), menée par Diego Cánepa, Beatriz Ramírez, María Julia Muñoz et Víctor Rossi
- Lista 787 (Corriente Encuentrista Independiente), menée par Darío Pérez.
- Lista 1968 (Democracia Socialista), menée par Pablo Cabrera.

## Municipales de mai 2010
Le Front large remportait les principales villes du pays aux municipales du 9 mai 2010 (es), avec la communiste Ana Olivera à Montevideo, qui concentre la moitié de la population uruguayenne; Marcos Carámbula à Canelones; et l'emportant aussi à Maldonado.

## Élections générales de 2014
Le candidat du Front large et ancien président de la République Tabaré Vázquez est élu avec 56,63  % des voix au second tour (49,45 % au premier).
Depuis l'arrivée au pouvoir du Front large en 2005, l'Uruguay connait une croissance économique ininterrompue depuis près de 15 ans, ce qui constitue un record pour ce pays.
L'architecte Eneida de León intègre la coalition durant cette période.

## Structure et organisation actuelle du Front large
Si, en 1971, le Front large n'existait guère en dehors des partis qu'il rassemblait, il a depuis créé des organisations autonomes, avec, outre le président, un Commandement central, un Tribunal de conduite politique (longtemps dirigé par le général Víctor Licandro, qui en démissionna en 2007), une Assemblée générale, etc.
Fin 2009, le Commandement central était formé par José Mujica et le vice-président élu Danilo Astori; Jorge Brovetto, le président du Front large; un représentant de chaque groupe représenté au Sénat : Espace 609 (principalement le MPP), Assemblée Uruguay, Espace 90 (principalement le PS), CAP-L, Nouvel espace, PCU et Vertiente Artiguista; enfin, un représentant de la liste 5 005 (Movimiento Canario) et deux représentants des « bases » (ou des comités de quartier du Front). La composition du gouvernement de Mujica a été décidée au sein du Commandement central.
Le Front détient aussi un secrétariat exécutif, composé de la même façon que le Commandement central, sauf que la formule présidentielle (Mujica-Astori) n'y siège pas. Traditionnellement, un grand nombre de militants et cadres du Front viennent du syndicalisme.